# Gare de Colombier-Fontaine
Pour les articles homonymes, voir Gare de Fontaine.
Ne doit pas être confondu avec Gare de Colombier ou Gare de Colombiers.
La gare de Colombier-Fontaine est une gare ferroviaire française située sur le territoire de la commune de Colombier-Fontaine dans le département du Doubs en région Bourgogne-Franche-Comté.

## Situation ferroviaire
La halte ferroviaire est située au point kilométrique 472,204 de la ligne de Dole-Ville à Belfort. Son altitude est de 305 m.

## Histoire
La salle d'attente est fermée en 1977, puis la gare est désertée par le personnel de la SNCF en 1980. Le bâtiment voyageurs a par la suite été détruit.

## Fréquentation
La fréquentation de la gare est détaillée dans le tableau ci-dessous :
| Année     | 2015   | 2016   | 2017   | 2018   | 2019   | 2020   | 2021   | 2022   | 2023   | 2024   |
| --------- | ------ | ------ | ------ | ------ | ------ | ------ | ------ | ------ | ------ | ------ |
| Voyageurs | 14 259 | 14 728 | 14 045 | 11 952 | 14 534 | 10 622 | 10 744 | 15 399 | 17 670 | 20 653 |

## Service des voyageurs

### Accueil
La gare ne dispose pas de guichet, mais d'un distributeur de billet. Elle possède aussi un parking et un parking à vélos.

### Desserte
La gare est desservie par des trains TER Bourgogne-Franche-Comté, qui assurent la relation de Lons-le-Saunier, ou Besançon-Viotte, à Belfort.

### Intermodalité
La gare dispose d'un parking et d'un garage à vélos.